# Lewis Nash
Lewis Nash est un batteur américain, né le 30 décembre 1958 à Phoenix (Arizona).
Derrière la batterie dès l'âge de huit ans dans les orchestres scolaires, il part travailler avec Freddie Waits pendant l'été 79, celui-ci le recommande sans attendre à Betty Carter. Cette association le fait immédiatement connaître, et Nash devient l'un des batteurs très demandés à partir des années 80. Il a joué notamment avec Ron Carter, Benny Green, Betty Carter, Toots Thielemans, Eddie Henderson, et Laurent de Wilde, Don Pullen, Branford Marsalis, Sonny Rollins, Clark Terry, et Tete Montoliu, Tommy Flanagan, Vanessa Rubin, Frank Morgan, Toshiko Akiyoshi, Jimmy Heath, Mulgrew Miller, Barney Wilen, etc..
On a pu l'entendre à Paris, lorsqu'il accomagnait Sonny Rollins, et en octobre 1992 dans la tournée Philip Morris au sein d'une formation dans laquelle figurait Joshua Redman. Il est par ailleurs le mari de Teresa Nash, chanteuse de rhythm 'n' blues.
Toutes les figures de l'insistance sont présentes dans son jeu : syncopes nettes, friselis sur les cymbales, appuis détachés du tempo, « pêches » de diverses factures, brefs roulements de caisse claire à des moments choisis du discours de l'accompagné, frappes sur les rebords de toms, etc. Le tout se déclinant en variations infinies sur les différentes pièces de l'instrument, s'enrichit d'une sensibilité qui le place à l'écoute de l'autre, et s'adapte aux contextes contrastés : swing classique, rythmiques ternaires, bossa, balais… Sauf quand un choix esthétique l'y pousse directement, Nash maintient la même dynamique tout au long d'une interprétation, préférant varier son jeu par des subtilités de frappes que par des montées en puissance ou des retraits flagrants en fonction des partenaires, ce qui marque d'un équilibre parfois étale chaque œuvre à laquelle il contribue.
Nash qui est surtout un sideman, n'a enregistré que quatre albums en leader.

## Discographie
- Rhythm Is My Business, 1989
- ‘’New York Romance’’,album de Barney Wilen,(1995)
- It Don’t' Mean A thing, 2003
- Stompin' At The Savoy, 2005
- Lewis Nash and the Bebop All-Stars featuring Frank Wess, 2008
- Taking a Chance on Love, album de Jane Monheit (2004)